# Principat de Burwaha
Burwaha fou un estat tributari protegit, a l'Índia central, concedit en jagir, i feudatari d'Indore. Estava governat per la dinastia Tuwar i el fundador fou Suraj Mal. Al segle XX governava Nahar Singh que va morir el 1914 i el va succeir Dongar Singh. El seu fill i hereu del títol fou Balbahadur Singh. Portaven el títol hereditari de rana.